# Thrinaxodon
Thrinaxodon là một chi đã tuyệt chủng thuộc phân bộ Răng chó. Thường được xét như loài T.liorhinus, sống trong thời kỳ đầu kỷ Tam Điệp ở các vùng mà ngày nay là Nam Phi và châu Nam Cực. T.liorhinus sống sót sau sự kiện tuyệt chủng kỷ Permi-kỷ Trias, có lẽ là do tập tính đào hang của chúng.
Giống như nhiều loài Động vật Một cung bên khác, Thrinaxodon có nhưng đặc điểm ngoại hình xen giữa thú và bò sát. Chúng không đứng thẳng hẳn như thú hiện đại, nhưng cũng không đi chân dạng hoàn toàn như bò sát. Hoá thạch của loài này được tìm thấy nhiều chủ yếu vì nó là một trong số ít những loài ăn thịt thời bấy giờ, và nó có kích thước lớn hơn các loài cynodont ăn thịt tương tự.